# HMS Queen Mary (1912)
HMS Queen Mary (укр. КЙВ Королева Мері) — британський лінійний крейсер типу «Лайон» періоду Першої світової війни. Названий на честь британської королеви Марії Текської, дружини короля Георга V. Останній лінійний крейсер Королівських ВМС, що був збудований до початку війни. Належав до 1-ї ескадри лінійних крейсерів. У час Ютландської битви отримав численні попадання з німецьких лінійних крейсерів, вибухнув і затонув з 1 266 членами екіпажу. 1991 року віднайдений на дні моря.

## Історія

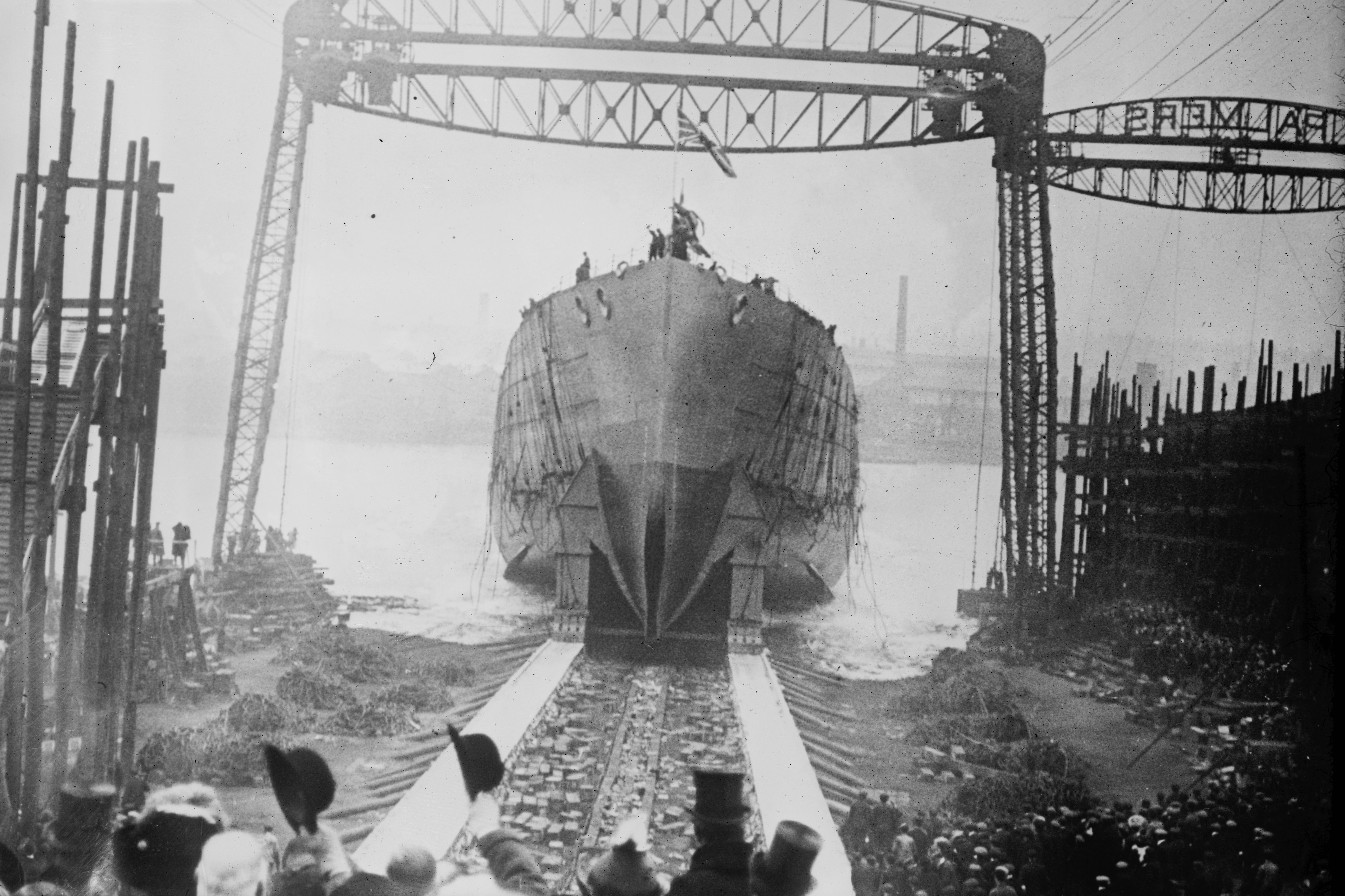
Спуск на воду HMS Queen Mary. 1912

Лінійні крейсери класу «Lion» проєктували згідно з концепцією Першого Лорда Адміралтейства адмірала Джона Фішера, як швидкі, добре озброєні кораблі з послабленим панцирним захистом заради високої швидкості. Згідно з планами розбудови флоту третій лінійний крейсер класу «Lion» мали збудувати у 1910–1911 роках. За тодішньою практикою конструкція лінійного крейсера узгоджувалась з лінійними кораблями класу «Кінг Джордж» V (англ. King George V-class battleship), що будувались одночасно з ними. Проєкт «HMS Queen Mary» був дещо модернізований і корабель став на метр довшим, на 16 см ширшим, через що потужність парових турбін збільшили на 5 000 к.с. задля збереження швидкості через збільшення водотоннажності на 650 т. Крейсер отримав нову модифікацію гармат головного калібру, дещо змінену систему панцирного захисту, форму передньої рубки, розміщення передньої щогли. Через ці зміни «HMS Queen Mary» інколи виокремлюють в окремий клас британських лінійних крейсерів, оскільки конструкція двох попередніх крейсерів класу «Lion» відповідала лінкорам класу «Orion».
Британське Адміралтейство затвердило змінений проєкт «HMS Queen Mary» у серпні 1910 року, що дозволило у березні 1911 року закласти корабель. Його спустили на воду у присутності королеви Марії. Першим командиром корабля став Вільям Реджинальд Холл.

### Конструкція

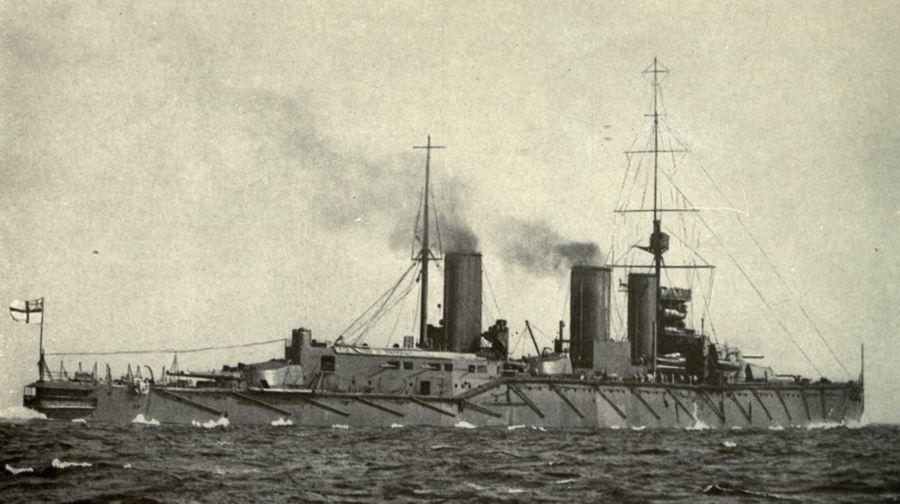
HMS Queen Mary

Через застосування більш важких 635-кілограмових набоїв головного калібру водотоннажність крейсера зросла на 650 т, через що для збереження його осадки була дещо збільшена ширина і довжина. Також було дещо змінено схему розміщення гармат допоміжних калібрів. При проєктуванні «HMS Queen Mary» намагались усунути недоліки, що проявились при експлуатації двох перших крейсерів даної серії — «HMS Lion» та «HMS Princess Royal». Бойовий пост на фок-щоглі був задимленим через розміщення позаду димової труби, через що щоглу винесли перед нею. На «HMS Dreadnought» 1905 каюти офіцерів перенесли на ніс поближче до їхніх бойових постів. Таке розміщення повторювали на усіх нових кораблях, але через скарги офіцерів починаючи з «HMS Queen Mary» на носі розмістили приміщення матросів, а каюти офіцерів знову повернули на корму, де вперше застосували балкон (англ. sternwalk). На час бойових дій чисельність екіпажу збільшувалась з 997 осіб до 1 275.
Парові турбіни Парсонса розміщувались попарно з двох сторін корпусу в окремих приміщеннях. Турбіни високого тиску приводили в рух зовнішні гвинти через валопровід, а турбіни низького тиску — внутрішні гвинти. На ходових випробуваннях у червні 1913 року турбіни розвинули потужність 83 000 к.с. (62 000 кВт) замість проектних 75 000 к.с., але це дало незначний приріст швидкості до 28 вузлів (52 км/год). У семи котельнях розміщувалось 42 водотрубні котли Ярроу, для яких на крейсері перевозили 3660 т вугілля і 1190 т мазуту, що забезпечували дальність дії крейсера в 5610 м. миль (10.390 км, 6.460 миль) при швидкості 10 вузлів (19 км/год).

### Озброєння

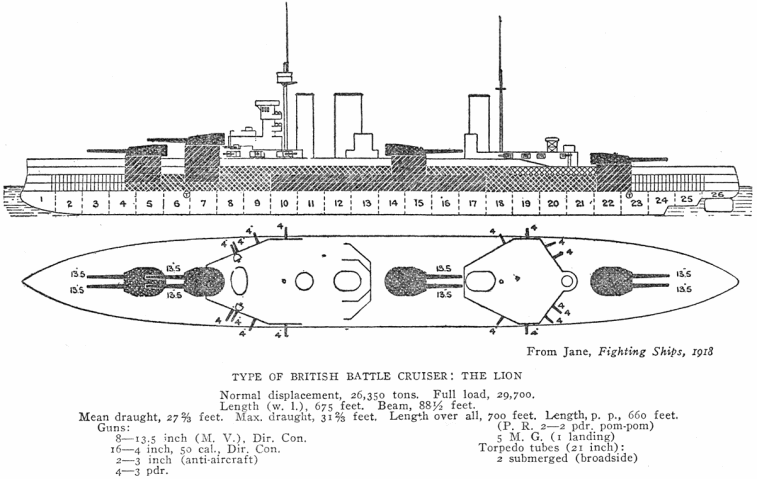
Схема захисту HMS Queen Mary

На «HMS Queen Mary» встановили 8×343-мм гармат головного калібру BL 13.5-inch Mk V naval gun у чотирьох баштах з гідравлічним приводом. Вертикальний кут обстрілу гармат становив −3° до +20° при дальності стрільби бронебійними снарядами 21 780 м при скорострільності 1,5–2 постріли на хвилину. Боєкомплект на один ствол виносив 110 набоїв.
Їх доповнювали 16×101,6-мм гармат BL 4-inch Mk VII, розміщених на палубі у казематах. Вертикальний кут обстрілу гармат становив −7° до +15° при дальності стрільби 14-кг набоями 10.400 м. Боєкомплект на один ствол виносив 150 снарядів.
У жовтні 1914 встановили зенітні гармати — скорострільну 57-мм гармату Гочкіса та 76,2-мм QF 3-inch 20 cwt, яка стріляла 5,7 кг набоями на висоту 7010 м.
Два підводні 533-мм торпедні апарати розміщувались по бортах з боєкомплектом 14 торпед Mk II з боєголовками вагою 181 кг. При 45 вузлах (83 км/год) їхня дальність дії становила 4 115 м, при 29 вузлах (54 км/год) 9144 м.
На час будівництва «HMS Queen Mary» відбувся значний прогрес у розвитку технологій управління вогнем. У лютому 1913 року Адміралтейство придбало п'ять комплектів управління вогнем Артура Поллена для порівняльних випробовувань. Нагорі бойової рубки «Queen Mary» встановили 2,7-м далекомір, а резервна позиція містилась на кормі. Під бойовою рубкою містилась передавальна станція з механічною системою визначення дальності та відхилення «Argo Clock Mk IV» для гармат.

### Захист

Переріз панцирного захисту крейсера

Захист складався з цементованих панцирних плит Круппа (англ. Krupp cemented steel, KCA) — 229-мм головного панцирного пояса вздовж ватерлінії по центру корпусу (116 м) і поступово зменшувався до 152-мм, 127-мм, 102-мм на траверзах. Цей пояс йшов на 0,91 м під ватерлінію і 2,59 м над нею. Над цим поясом по бортах цитаделі крейсера до рівня нижньої панцирної палуби (24,5-мм) йшли дешевші 152-мм стальні листи, що звужувались до 127-мм, 102-мм, а товщина поперечних переборок становила 98-мм. Верхня частина бортів у 24,5 мм доходила до верхньої 32-мм палуби. Поза межами цитаделі товщина палуб коливалась у межах 25,4 мм — 64 мм.
Носові каземати спереду захищали 51-мм плити, з боків 76-мм, згори 25,4-мм. Кормова протимінна батарея не мала захисту. Передня рубка мала вертикальний 254-мм захист і 76–102 мм горизонтальний. Кормова рубка мала 152-мм вертикальний захист і 76–102 мм горизонтальний.
Товщина стінок башт виносила 229–203 мм, барбету башт над палубою 229 мм, поміж панцирними палубами 203 мм і 76 у нижній частині. Боєзапас захищали 38-мм — 64 мм плити.

### Служба

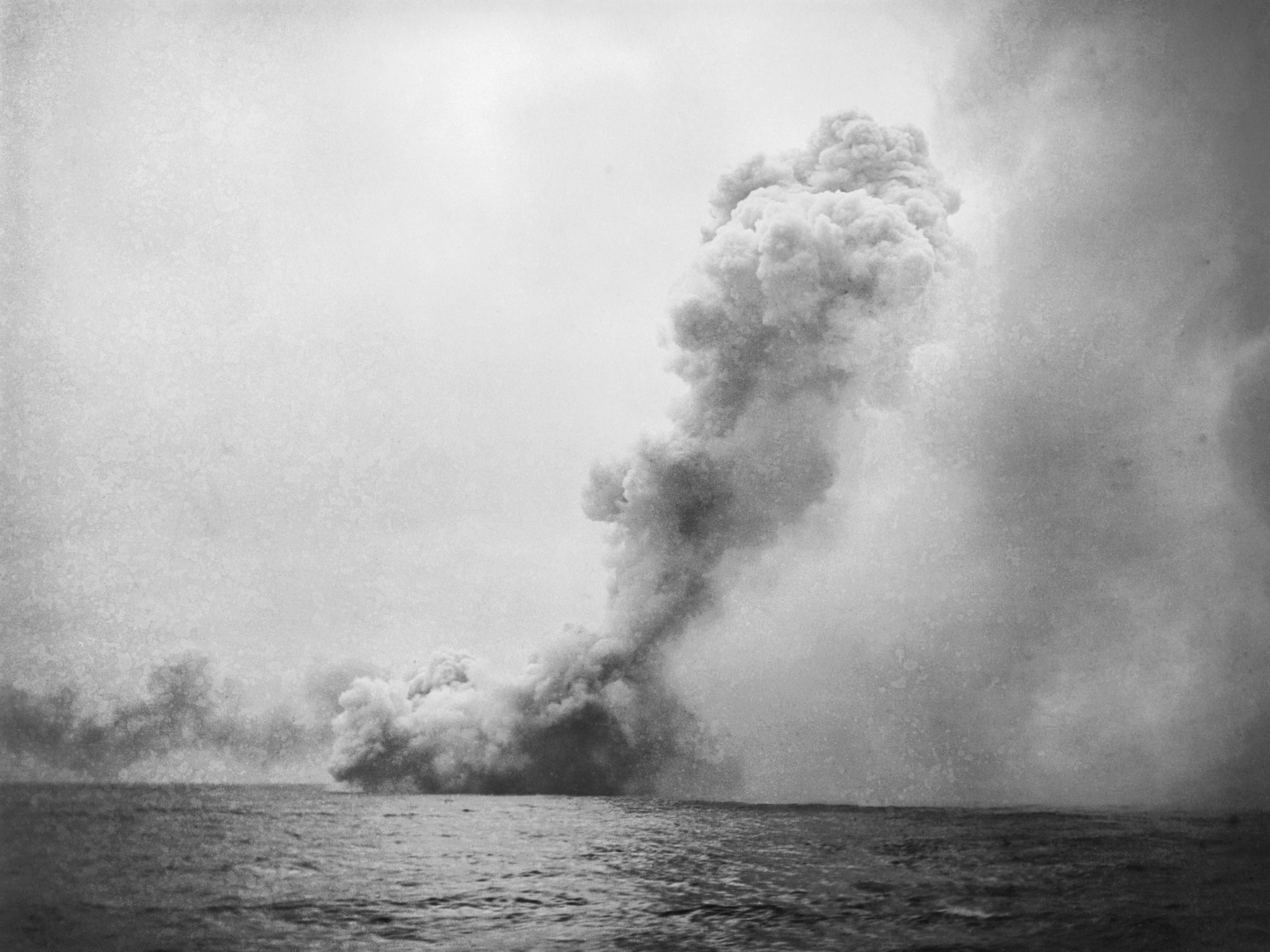
Вибух на HMS Queen Mary. 31 травня 1916

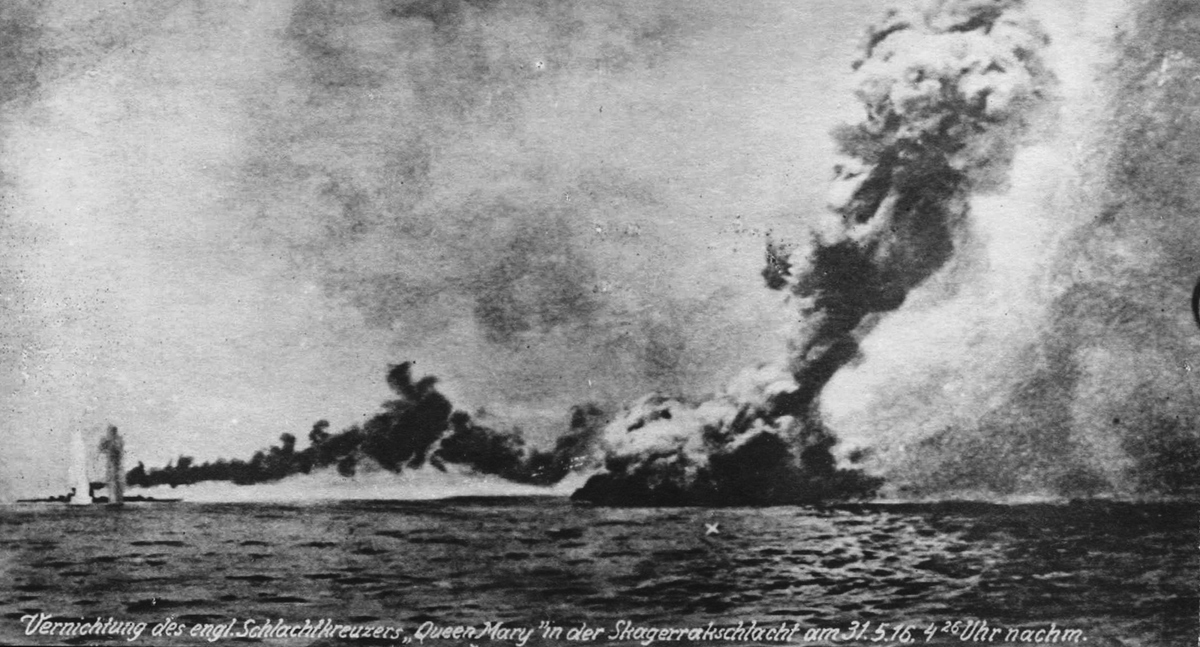

Після включення до складу ВМС Британії у складі 1-ї ескадри лінійних крейсерів (1 ЕЛК) «HMS Queen Mary» у лютому 1914 року здійснив візит до Бреста, у червні — у Росію.
З початком війни 28 серпня 1914 року «HMS Queen Mary» взяв участь у битві за Гельголандську затоку, коли британські 5 лінійних крейсерів, 8 легких крейсерів, 33 торпедні човни, 8 підводних човнів атакували німецькі патрульні кораблі у складі 6 малих крейсерів, 19 торпедних човнів, 12 тральщиків, користуючись з того, що через відплив до місця битви не могли підійти німецькі важкі кораблі. Надалі у складі 1 ЕЛК під командуванням віце-адмірала Девіда Бітті «HMS Queen Mary» брав участь у операціях на морі, що не призвели до сутичок з кораблями Імператорських військово-морських сил Німеччини.
Вже у січні — лютому 1915 року крейсер перебував у доку на модернізації і не брав участі у військових діях. 31 травня 1916 року 1 ЕЛК вийшла з флотом для перехоплення виходу Флоту відкритого моря у Північне море. О 15:32 лінійні крейсери обох сторін зійшлись у морі, а адмірали Бітті і Гіппер розпочали маневрування. О 15:48 крейсери Гіппера відкрили вогонь на відстані 16 000 м. Передні башти «HMS Queen Mary» о 15:50 почали обстріл «SMS Seydlitz». Під час другого залпу о 15:57 метальний заряд з верхньої кормової башти викликав пожежу у нижній. Після чергового маневру до обстрілу «Королеви Мері» долучився SMS Derfflinger. О 16:17 «Queen Mary» пошкодила 150-мм гармату «Seydlitz», отримавши о 16:21 з нього два попадання і о 16:26 два з «Derfflinger», що викликали вибух боєзапасу однієї чи двох передніх башт головного калібру. Корабель почав перевертатись і йти під воду. Уламки з нього посипались на HMS Tiger, що йшов позаду і змушений був змінити курс. Загинуло 1266 членів екіпажу. 18 моряків врятували британські малі кораблі «HMS Laurel», «HMS Petard», «HMS Tipperary» і ще двох німецькі.

## Рештки корабля
Рештки корабля охороняються з 31 травня 2006 року (90-а річниця битви) за законом Про захист військових поховань (1986), перешкоджаючи знищенню решток крейсера дайверами, збирачами скарбів, сувенірів. Залишки «HMS Queen Mary» виявили 1991 року на глибині 60 м з видимістю 20–30 м. Археолог Іннес Маккартні дослідив рештки впродовж 2001–2003 років. Він виявив, що затонулий корабель розвалився на три великі частини. Сильно пошкоджена кормова частина корабля лежить догори дном, занурена у піщаний ґрунт. Передня частина розірвана до другої димової труби. За рештками Маккартні дійшов висновку, що, напевно, у центральній частині корабля вибухнув відносно невеликий боєзапас середнього калібру передньої батареї. Вибух не пошкодив кормову частину, але розірвав корабель навпіл. Після цього детонували боєприпаси передніх башт головного калібру, що зруйнували носову частину.